# سفارت قزاقستان در واشینگتن
سفارت قزاقستان در واشینگتن (به انگلیسی: Embassy of Kazakhstan) یک سفارت در ایالات متحده آمریکا است که در واشینگتن، دی.سی. واقع شده‌است.